# Gota (unitat)
|  | Per a altres significats, vegeu «Gota». |

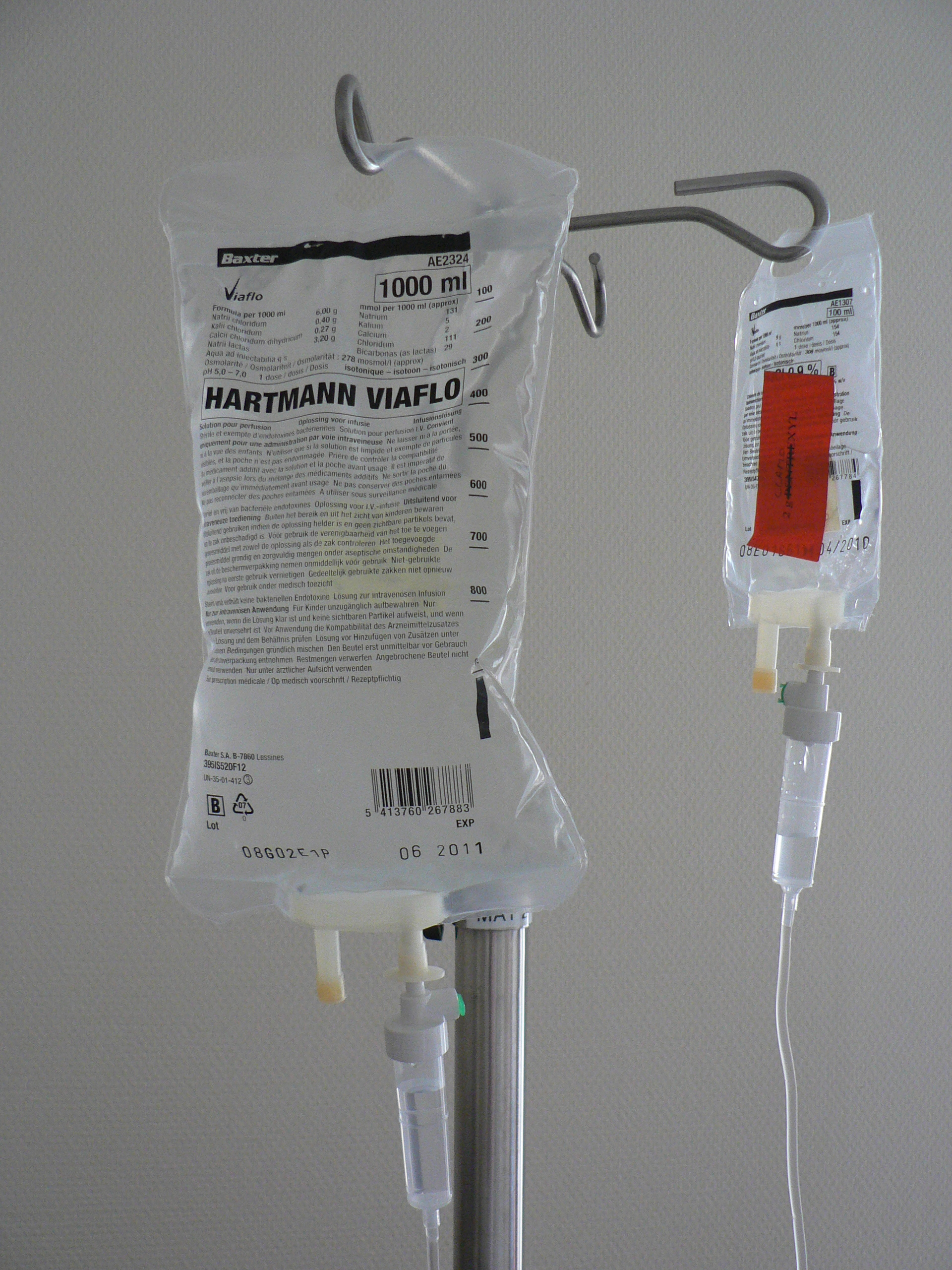
Sistema de degoteig en teràpia intravenosa (gotes/min o gotes/hora).

La gota és una unitat de mesura de volum, la quantitat dispensada com una gota des d'una pipeta Pasteur o una càmera de degoteig. Es fa servir sovint per donar quantitats de líquids (drogues de medicina) a pacients i, ocasionalment, en cuinar.
El volum d'una gota no està ben definit: depèn de l'aparell i la tècnica que es faci servir per produir la gota, de la força del camp gravitatori i de la densitat i tensió superficial del líquid.
Hi ha diverses definicions de "gota":
- en medicina, IV degoteigs subministren 10, 15, o 20 gotes per mL per macrodegoteig, 60 per mL per microdegoteig[2]
- un sinònim informal i incorrecte pel volum mínim, que és la unitat més petita de mesura de fluid del sistema dels apotecaris dels Estats Units en unitats imperials, i abans del 1824 en unitats angleses que és igual a 1/60 del dram de fluids i 1/480 de l'unça de fluids

En farmàcia i amb el sistema mètric d'unitats una gota equival exactament a 0,05 mL (és a dir, 20 gotes per mil·lilitre). En els hospitals, es fan servir tubs intravenosos per subministrar medicament en gotes de diversesmides que van des de 10 gotes/mL a 60 gotes/mL. Una gota s'abreuja com gtt, i amb gtts pel plural. Aquestes abreviacions provenen del llatí: gutta, que vol dir gota.